# Reid Railton
Reid Anthony Railton (1895-1977) fue un ingeniero automovilístico británico, diseñador de vehículos ideados para batir récords de velocidad en tierra y náuticos.

## Biografía
Railton era hijo de Charles Withingon Railton (un agente de bolsa de Mánchester) y de su mujer Charlotte Elizabeth Sharman. Nació en Chorley, Alderley Edge, Cheshire, y fue bautizado el 13 de agosto de 1895 en la iglesia parroquial local. Se educó en la Escuela de Rugbi y en la Universidad de Mánchester.  Se incorporó a la compañía Leyland Motors en 1917, donde  trabajó con J.G. Parry-Thomas en el Leyland Eight, un coche de lujo. Dejó la compañía en 1922 para unirse a la empresa automovilística Arab con el cargo de diseñador jefe. Sin embargo, la trayectoria de Arab sería efímera, y solo llegó a construir unos doce coches (se conservan dos unidades de chasis bajo; una está en la Isla de Man y la otra en Austria, reconstruida por David Barker a comienzos de los años 1990).
En 1927, tras la muerte de su amigo Parry-Thomas, Railton cerró la fábrica Arab y se trasladó a Brooklands, pasando a trabajar como director técnico para Thomson & Taylor, con la responsabilidad de diseñar el Napier-Railton (coche con el que el piloto John Cobb batió el récord mundial de velocidad en 1933) y la serie de vehículos Blue Bird de Sir Malcolm Campbell de 1931 a 1935. Probablemente, sus mayores logros fueron el diseño del Railton Special, con el que John Cobb estableció el récord mundial de velocidad en tierra con una marca de 394,7 millas por hora (635,2 km/h) en 1947 y el diseño de los coches de carreras E. R. A., construidos en 1933-1934 por Thompson & Taylor en Brooklands. También perfeccionó el chasis del Hudson utilizado en los vehículos de la marca Railton.
Además de automóviles,  también diseñó lanchas motoras para batir récords de velocidad, incluyendo el Crusader un bote impulsado por turbinas en el que John Cobb perdió la vida en 1952 mientras se deslizaba sobre el agua a más de 200 millas por hora (322 km/h), intentando batir el récord mundial.
En 1939, Railton se trasladó a California para trabajar en la compañía fabricante de automóviles Hall Scott. Murió en 1977 en Berkeley, California, a la edad de 82 años.

## Vehículos diseñados por Reid Railton
- Campbell-Napier-Railton Blue Bird
- Campbell-Railton Blue Bird
- Crusader (lancha rápida)
- Leyland Eight
- Napier-Railton
- Railton Mobil Special
- Railton Special

## Lecturas relacionadas
- King, Peter (1989). The Motor Men. London: Quiller Press. ISBN 1-870948-23-8.
- Stobart-Hook, Barry (2008). The Last Crusader. April Cottage Publications. ISBN 978-0-9559147-0-6.
- Ludvigsen, Karl (2018). Reid Railton: Man of Speed. Evro Publishing. ISBN 1910505250.